# Jüdische Zeitung für Ostdeutschland
Die Jüdische Zeitung für Ostdeutschland war eine deutschsprachige jüdische Wochenzeitung, die von 1924 bis 1931 in Breslau in der Weimarer Republik erschienen ist. Die von Joachim Prinz herausgegebene Zeitung sprach sich gegen die Assimilation aus und vertrat mit Nachdruck eine zionistische Position, als auch sozialpolitische Anliegen infolge der Wirtschaftskrisen der Zwischenkriegszeit. Den Lesern wurden internationale und lokale Nachrichten zu Politik, Gesellschaft und Kultur mit jüdischem Bezug angeboten. Aufgrund der weiten Vernetzung des Herausgebers enthält die Jüdische Zeitung für Ostdeutschland zahlreiche Gastbeiträge. Prinz setzte sich auch überaus offensiv mit antisemitischen Vorfällen auseinander, so etwa in der Rubrik „Von der antisemitischen Front“.